# Dallas Roberts (athlétisme)
Pour l’article homonyme, voir Dallas Roberts.
Dallas Roberts (né le 23 août 1979 à Timaru) est un athlète néo-zélandais spécialiste du sprint et du relais.
Il détient le record national du relais 4 x 100 m en 38 s 99.